# Rubus persistens
Rubus persistens är en rosväxtart som beskrevs av Per Axel Rydberg. Rubus persistens ingår i släktet rubusar, och familjen rosväxter. Inga underarter finns listade i Catalogue of Life.